# 彭家声
彭 家声 （ほう かせい、拼音: Péng Jiāshēng; ビルマ語: ဖုန်ကြားရှင်、1931年2月5日 - 2022年2月16日）は、ミャンマーの軍閥リーダー。
ミャンマー民族民主同盟軍（MNDAA）の創設者・司令官であり、シャン州第一特区主席を勤めた。

## 経歴

### 生い立ち
1931年、コーカンの红石头河（ビルマ語: ဟောင်ဆော်ထူးဟော်）付近で、7人きょうだいの長子として誕生する。彭一族は、コーカン土司と姻戚関係にあった。1949年、土司の楊振材が経営する学校で軍事について学び、1965年、彼がミャンマー軍にコーカン支配者の地位を逐われるまで、彼のもとでコーカン自衛隊の幹部として働いた。彭家声は、コーカン人民革命軍を組織し、少数の若い兵士とともに軍部に対するゲリラ戦をはじめた。1969年、コーカンの支配者となった。彭家声は、ビルマ共産党の統治下で20年にわたりコーカンを支配した。

### MNDAA司令官として
1989年、共産党は分裂した。彼はミャンマー民族民主同盟軍（MNDAA）を創設し、モンコーを制圧した。共産党から分裂したMNDAAは国軍と停戦協定を結び、コーカンを「シャン州第一特区」として支配し続ける許可を受けた。
2009年8月、ミャンマー軍は彭家声の自邸および、MNDAAの麻薬工場とみなされる場所に強制捜査をおこなった。MNDAAの副司令官であった白所成は軍部への忠誠を誓った。2009年コーカン軍事衝突を経て、彭家声はMNDAA指導者の地位を逐われ、逮捕状が発行されたのち、逃亡したと伝えられている。

### 逃亡後
2014年12月、彭家声は『環球時報』のインタビューに答えた。このインタビューにおいて、彼はミャンマー軍からコーカンを奪還することを誓約した。2015年2月には彼の軍とミャンマー軍の間で軍事衝突が発生し、当初はミャンマー軍側に多くの被害が出た。2022年2月16日、モンラーで死去した。享年91歳。

## 人物
彭家声は、ミャンマーにおける麻薬取引において重要な役割を果たしていた。バーティル・リントナーによれば、彼は1970年代、コーカンにはじめてヘロイン精製工場を建設し、少なくとも20年にわたって密輸に携わりつづけた。1990年、彼はコーカンにおけるケシ栽培を合法化した。しかし、彼自身は麻薬取引に反対していると主張しており、1999年にジャーナリストおよび麻薬専門家とおこなった対談では、「地域からアヘンを排除する」べく尽力しており、10年間にわたり、アヘン交易を終わらせようとしてきたと語っている。コーカン政府は2003年に、同地域から「麻薬が排除された（drug-free）」と宣言した。しかし、中央政府および専門家は、コーカンは引き続き麻薬取引に関わっていると疑っている。
かつてミャンマーの麻薬取引における中心的人物であった羅星漢の経営する、アジア・ワールド社および、彼の息子である羅秉忠と深い関係にあったとされ、彼らを通じてシンガポールに投資していたと考えられている。